# Цкаевы
Цка́евы (осет. Цыккатæ, Цъыккатæ) — осетинская фамилия.

## Происхождение
По свидетельству старейшин фамилии, свою родословную Цкаевы ведут из горного селения Даргавс. Именно здесь возникла эта фамилия. Но со временем, по разным обстоятельствам, представители фамилии стали переселяться на равнину: сёла Эльхотово, Старый Батако и Беслан. В настоящее время Цкаевы проживают не только в вышеназванных населённых пунктах, но и в городах Владикавказ и Москва, сёлах Октябрьское и Зильги.

## Генеалогия
Родственными фамилиями (осет. æрвадæлтæ) Цкаевых являются — Базоевы,Майрамуковы,Чипировы.

## Известные носители
Война
- Борис Урусович Цкаев (1912–1992) — участник ВОВ, кавалер двух орденов Отечественной войны и Красной Звезды.
- Гавриил Михайлович Цкаев (1913–1952) — участник Великой Отечественной войны, кавалер трёх орденов Красного Знамени.
- Ибрагим Урусович Цкаев (1921–2011) — подполковник, кавалер двух орденов Отечественной войны и Красной Звезды.
- Туган Камболатович Цкаев (р. 1918) — участник Великой Отечественной войны, кавалер ордена Александра Невского.

Спорт
- Алан Эльбрусович Цкаев (1966) — мастер спорта по самбо, чемпион России (1994).
- Маирбек Таймуразович Цкаев (1965) — мастер спорта международного класса по вольной борьбе, заслуженный тренер России.
- Зелим Аланович Цкаев (1999) — мастер спорта по самбо, чемпион Азербайджана (2022).